# Otto Walter Beck
Pour les articles homonymes, voir Beck.

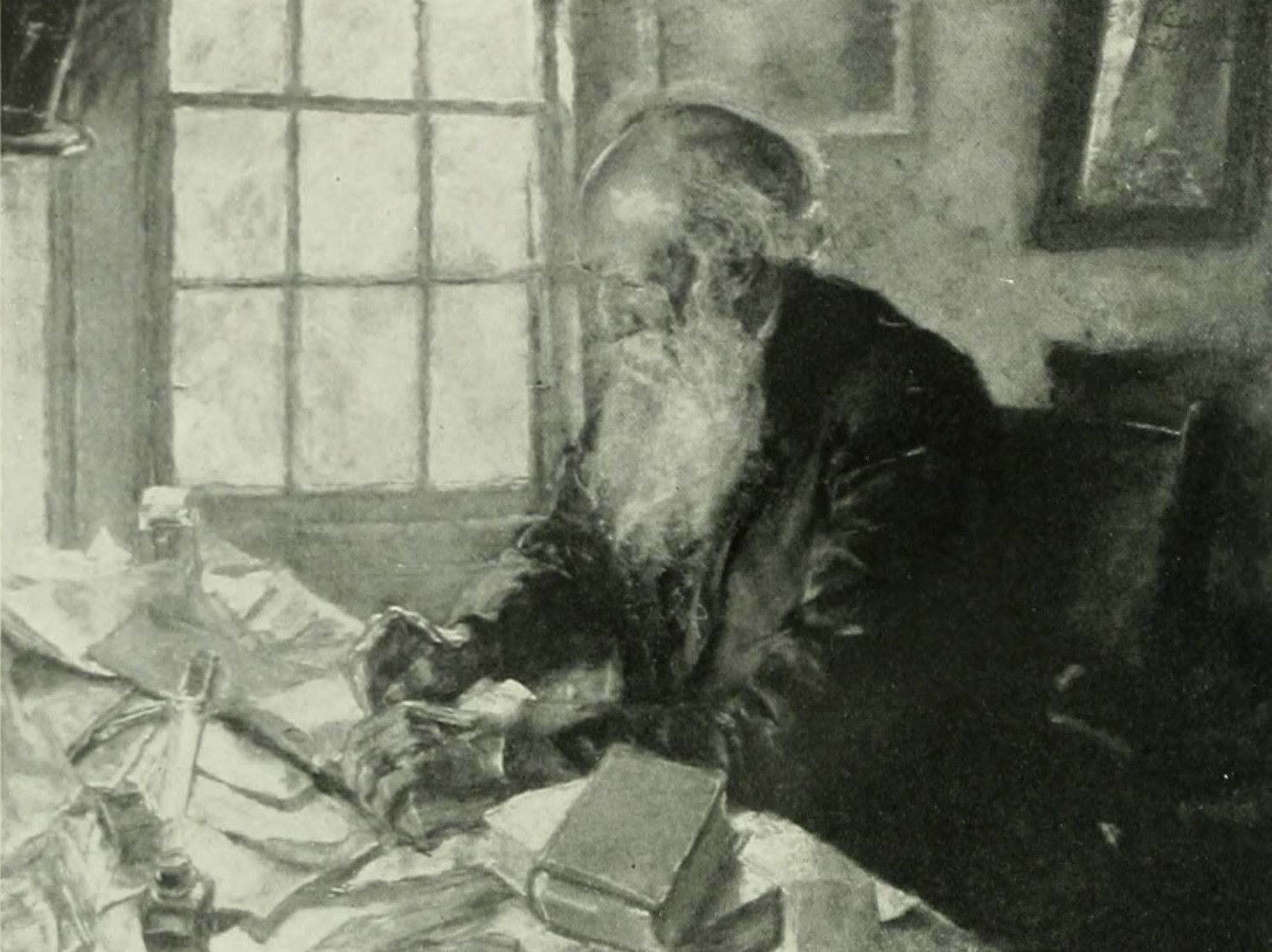
John Burroughs, reproduction d'un portrait peint (The International Studio, septembre 1917).

Otto Walter Beck, né le 11 mars 1864 à Dayton en Ohio et mort en 1954, est un peintre, pastelliste, sculpteur, photographe, paysagiste, aquafortiste et enseignant américain.

## Biographie
Otto Walter Beck naît le 11 mars 1864 à Dayton en Ohio. Il est le fils de Walter C. Beck, un jardinier.
Avec l'aide financière de Sarah B. Thresher, Otto Walter étudie à l'Académie des beaux-arts de Munich vers 1886 jusqu'en 1892.
Il est l'élève de Nicolas Gysis et de Ludwig von Loefftz.
À son retour aux USA, il travaille à Dayton pendant trois ans. Ensuite professeur à Cincinnati, il enseigne de 1895 à 1899 la composition, l'illustration et le dessin à l'académie d'art. Il est membre du Cincinnati Art Club. On lui doit la décoration murale de l'Hôtel de Ville.
Vers 1900 il s'installe à Brooklyn.

## Publications
- (en) Art principles in portrait photography; composition, treatment of backgrounds, and the processes involved in manipulating the plate, The Baker & Taylor Company, 1907, 244 p. (lire en ligne)
- (en) Self-Development in Drawing, G. P. Putnam's Sons, 1928